# Doro May
Doro May, vollständiger Name: Dorothee May-Schröder, geborene May; Pseudonym: Henni Liz Borßdorf (* 1953 in Essen) ist eine deutsche Gymnasiallehrerin und Schriftstellerin.

## Leben und Wirken
Doro May wuchs in einer Essener Großfamilie auf und besuchte das Theodor-Heuss-Gymnasium in Kettwig. Nach ihrem Abitur studierte sie in Köln und Aachen Germanistik, Erziehungswissenschaften und Musik. Anschließend schlug sie eine Laufbahn im Schuldienst ein und war mehr als 20 Jahre lang Lehrerin am Einhard-Gymnasium Aachen, wo sie Deutsch, Musik und Pädagogik unterrichtete und sich zusätzlich für das Schultheater und das Schulkabarett „Zeitgeist“ verantwortlich zeigte.
Doro May ist verheiratet, hat drei Töchter und lebt in Aachen. Angeregt sowohl durch die gesellschaftlichen Probleme mit einer an Down-Syndrom erkrankten eigenen Tochter als auch durch erlebte Begebenheiten mit Mobbing in der Schule fand sie ihren Weg zur Schriftstellerei. Ihre Bücher Meine besondere Tochter. Liebe zu einem Kind mit Behinderung und Das Leben ist schön – von einfach war nicht die Rede … : Meine besondere Tochter wird erwachsen sind dafür ebenso Beispiele wie ihre im School-Scout-Verlag veröffentlichten Bücher über die Probleme mit Mobbing in der Schule, Abrutschen in die Kinderarmut und Auswirkungen familiärer Probleme. Eher für Erwachsene ist dagegen das Buch Elisabeths Pakt geschrieben, das die Probleme in einem sozialen Brennpunkt am Beispiel des Aachener Ostviertels aus der Sicht einer Außenstehenden beschreibt und wie die Titelfigur Elisabeth dort versucht, eine Aufbruchstimmung zu erzeugen.
Darüber hinaus widmet sich Doro May unter ihrem Pseudonym „Henni Liz Borßdorf“ in der Jugendliteratur verstärkt den Problemen der Pubertät und des Erwachsenwerdens. Zudem schrieb sie zwischendurch zusammen mit ihrer Autorenkollegin Margret Kricheldorf ein zweibändiges satirisch gefasstes Jahrbuch über fiktive Kriminalfälle. Einige ihrer sozialkritischen Werke sind, je nach Thematik in den verschiedenen Klassenstufen, Bestandteil der Literatur für den jeweiligen Unterricht.
Doro May arbeitet im Vorstand des Literaturbüros Euregio Maas-Rhein und ist gelistet im Friedrich-Bödecker-Kreis Darüber hinaus ist Doro May ein gern gesehener Gast bei Lesungen in vielen Städten Deutschlands und im benachbarten Belgien.

## Publikationen (Auswahl)
- Elisabeths Pakt, Südwestbuch-Verlag, Stuttgart 2009, ISBN 978-3-938719-13-8.
- Meine besondere Tochter: Liebe zu einem Kind mit Behinderung, St. Ulrich-Verlag, Augsburg 2010, ISBN 978-3-86744-161-2.
- Nicht nur Mord. Jahresbuch. Band 1. Gemeinsam mit Margret Kricheldorf, ohne Verlag, 2010, ISSN 2191-091X.
- Nicht nur Mord. Jahresbuch. Band 2. Gemeinsam mit Margret Kricheldorf, ohne Verlag, 2011, ISSN 2191-091X.
- Sein Spiel, Südwestbuch-Verlag, Stuttgart 2011, ISBN 978-3-938719-54-1.
- Glückspilz oder Pechvogel: wie wir lernen, das Leben zu meistern, St. Ulrich-Verlag, Augsburg 2011, ISBN 978-3-86744-203-9.
- Lioba wechselt die Saiten, Gemeinsam mit Florian Tietgen, CreateSpace Independent Publishing Platform, 2013, ISBN 978-1-4849-8197-9.
- Die Heckenreiterin, Südwestbuch-Verlag, Stuttgart 2016, ISBN 978-3-945769-55-3.
- Salomes Tanz, SWB Media Publishing, Stuttgart 2017, ISBN 978-3-946686-28-6
- Das Leben ist schön – von einfach war nicht die Rede…: Meine besondere Tochter wird erwachsen, Neufeld-Verlag, Schwarzenfeld 2016, ISBN 978-3-86256-075-2.
- Der falsche Richtige oder auf und davon, Goldhouse-Verlag, Mannheim 2018
- Glücklich werden – Durch Lernen, Vorbestimmtheit, das Dritte Auge, Goldhouse-Verlag, Mannheim 2020, ISBN 978-3-946405-20-7
- Alles außer planmäßig, Neufeld Verlag, Cuxhaven 2021, ISBN 978-3-86256-167-4
- Hau(p)tsache Schatten, Edition Paashaas, Hattingen 2024, ISBN 978-3-96174-140-3
- Waning Crescent, Edition Paashaas, Hattingen 2024, ISBN 978-3-96174-149-6

Schulliteratur:
- Unkaputtbar, Thema: Kinderarmut – Klasse 4 bis 7, School-Scout, 2008 (Neuauflage: Leichte Sprache: Hamburg 2020)
- Abgelästert, Thema: Mobbing – Klasse 7 bis 9, School-Scout, 2009 (Neuauflage: Leichte Sprache: Hamburg 2020)
- Gibt es ein Leben vor dem Abi, Qindi, Uedem 2014

Kinderbücher:
- 4 Freunde und ein Laptop, interaktives Kinderbuch mit Malvorlagen, Illustriert von Tanja Schneider, Edition Paashaas 2024, ISBN 978-3-96174-147-2

als Henni Liz Borßdorf:
- Winterjunge: Blizzard; Oldigor-Verlag, 2014, ISBN 978-3-95815-015-7.
- Winterjunge: Der seltsame Gefährte, Goldhouse-Verlag, Mannheim 2016, ISBN 978-3-946405-00-9.
- Winterjunge: Eisfieber, Goldhouse-Verlag, Mannheim 2017, ISBN 978-3-946405-01-6
- Winterjunge: Rabenschwarz, Goldhouse-Verlag, Mannheim 2018, ISBN 978-3-946405-15-3
- Winterjunge: Das Ende der Winternacht, Goldhouse-Verlag, Mannheim 2019, ISBN 3-946405-19-3

### Hörbücher
- Weiß der Teufel, Gesprochen von: Jürgen Bärbig, Rosenhaus 9.3, 2020
- Der Tag, an dem ich meinen Frisör erschoss, Gesprochen von: Diana Margolina, Rosenhaus 9.10, 2021